# 平山 (香港)

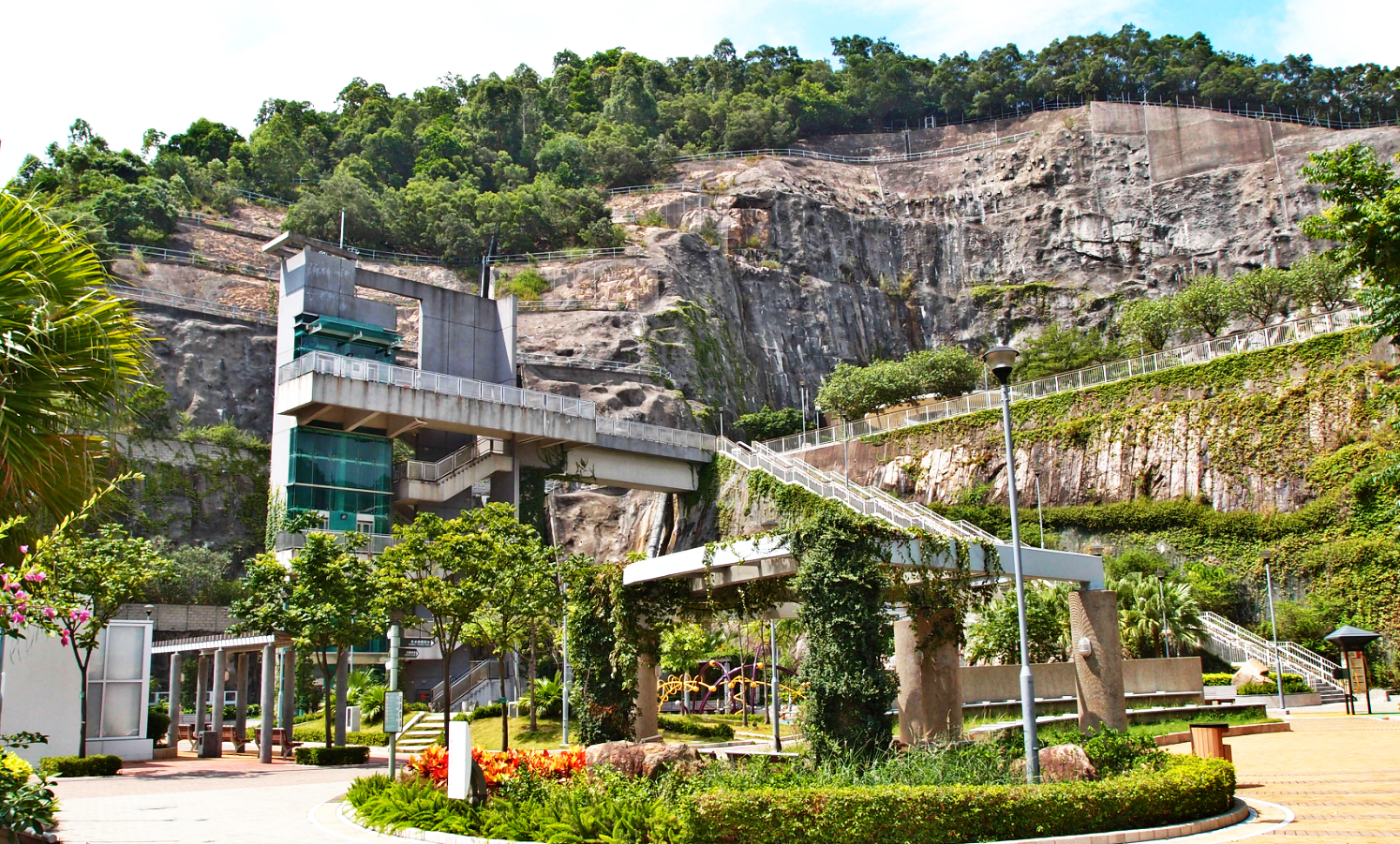
平山東南面的混凝土山路出入口，位於彩榮岩石公園

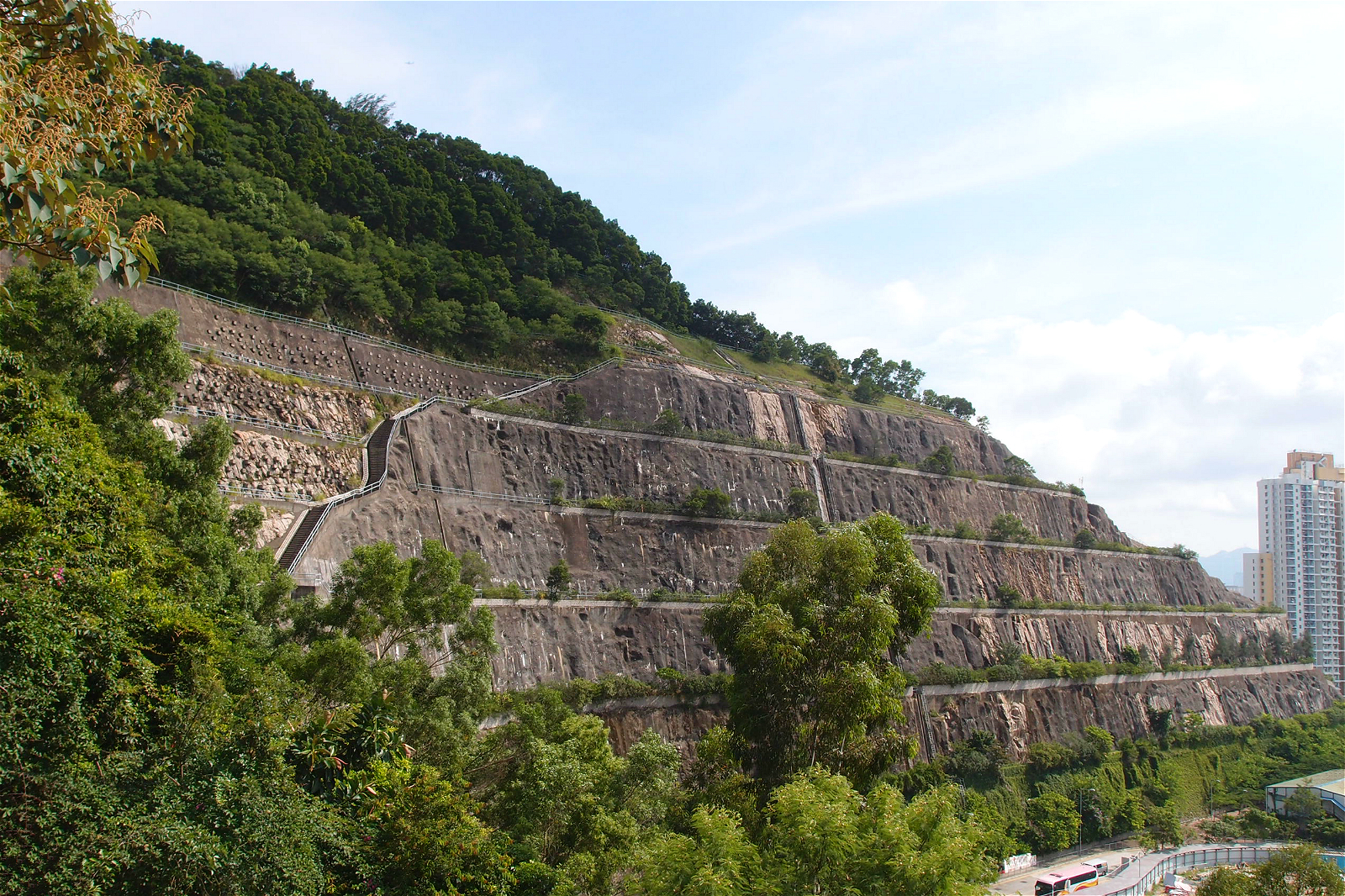
平山西面的混凝土山路出入口

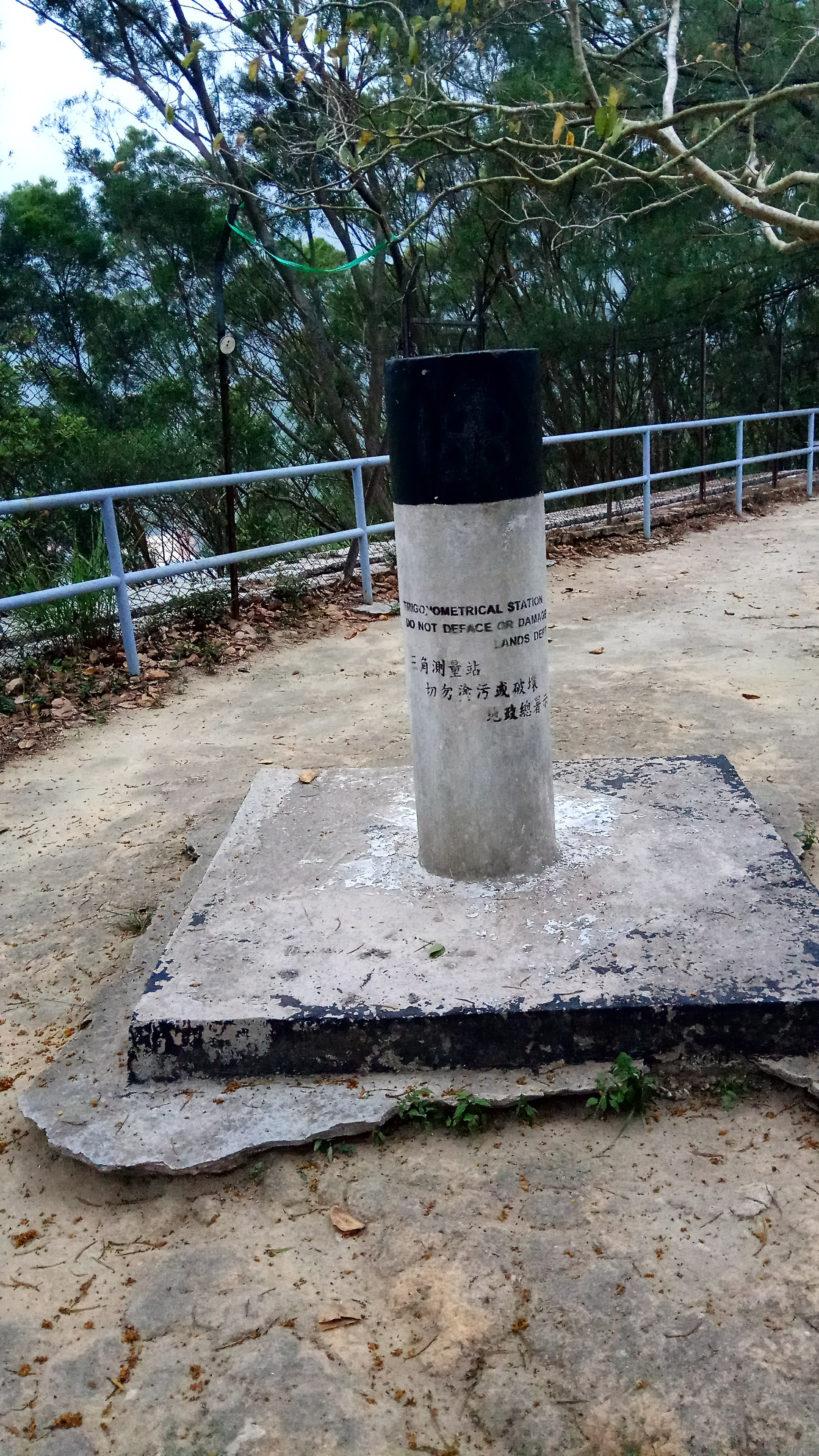
平山標高柱

平山（英語：Ping Shan），又名大灣山，是在香港九龍東部觀塘區的山丘，高188.98米，位於牛池灣以東南，地圖上多沒標示。因為能於平山眺望啟德機場，故此該區居民俗稱為機場山。平山的東北面是佐敦谷公園及順利邨，東南面是佐敦谷，西面是九龍灣，北面是彩雲邨和飛鵝山。

## 歷史
過去數十年間，平山西面是平山石礦場，另北面及東南面亦曾設有另外三個無名的石礦場。後來，前者於約1975年因建造橫越石礦場西側山脊的地鐵隧道（來往九龍灣站至彩虹站）而關閉，並丟空近30年，另外三個亦於較早時間，因政府改變礦業政策而停止開採。直到2001年才開展彩雲道及佐敦谷毗鄰的發展計劃。此工程平整平山西面的山體及四個舊石礦場，僅存東面山脊。

## 發展狀況

### 彩雲道及佐敦谷毗鄰的發展計劃
彩雲道及佐敦谷毗鄰的發展計劃於1997-98年間完成環境影響評估，並於2001年11月19日展開工程，根據該項計劃，政府將會在佐敦谷及彩雲道一帶闢建地台，工程直至2006年年底完成，同年所有基礎設施，包括興建道路、行車天橋、行人天橋、雨水渠及污水渠等基本完成，並會開闢綠化地帶建彩禧路公園和彩榮路公園，改善附近地區現有的道路彩霞道交匯處，整項工程於2010年初完成。

公共房屋區的新發展計劃如下：
| 發展區域           | 公共屋邨 | 內容                                                                | 落成年份 |
| ------------------ | -------- | ------------------------------------------------------------------- | -------- |
| 彩雲道1區第一期    | 彩盈邨   | 共5座40層新和諧一型大廈合共3995個單位                               | 2008年   |
| 彩雲道1區第二期    | 彩盈邨   | 共5座40層新和諧一型大廈合共3995個單位                               | 2008年   |
| 彩雲道2區第一期    | 彩德邨   | 1座35層非標準設計大廈及1座40層非標準設計大廈合共1462個單位          | 2009年   |
| 彩雲道2區第二期    | 彩德邨   | 1座35層非標準設計大廈及1座40層非標準設計大廈合共1462個單位          | 2011年   |
| 彩雲道3A區         | 彩德邨   | 1座36層非標準設計大廈、1座38層非標準設計大廈及2座40層非標準設計大廈 | 2010年   |
| 彩雲道第3B區第一期 | 彩福邨   | 3座40層非標準設計大廈合共2524個單位                                 | 2009年   |
| 彩雲道第3B區第二期 | 彩福邨   | 1座40層非標準設計大廈一共915個單位                                  | 2011年   |
| 彩雲道第3B區第三期 | 彩福邨   | 1座37層高U字型大廈一共1110個單位，樓宇下方為體育館及街市            | 2021年   |

## 屋邨

### 公共屋邨
現時在該區落成的住宅有：
- 坪石邨
- 彩盈邨
- 彩德邨
- 彩福邨
- 彩霞邨

後四者皆以「彩」字開首而蓋括為四彩的稱號。

### 居屋
彩興苑
| 樓宇名稱（座號） | 門牌號碼  | 樓宇類型                   | 落成年份 | 層數 |
| ---------------- | --------- | -------------------------- | -------- | ---- |
| 彩萱閣（A座）    | 彩盛里1號 | 非標準設計大廈（Z型）      | 2019年   | 33   |
| 彩薈閣（B座）    | 彩盛里1號 | 非標準設計大廈（Z型）      | 2019年   | 30   |
| 彩蕎閣（C座）    | 彩盛里1號 | 非標準設計大廈（其他類型） | 2019年   | 27   |

### 過渡性房屋
- 樂屋
- 彩興路簡約公屋

### 私人屋苑
- 啟德大廈（已拆卸），現重建為泰峰

- 清水灣道8號

## 社區設施
- 彩榮路公園
- 彩禧路公園
- 彩榮路體育館
- 彩德商場
- 彩盈坊
- 匯八坊

### 登山徑

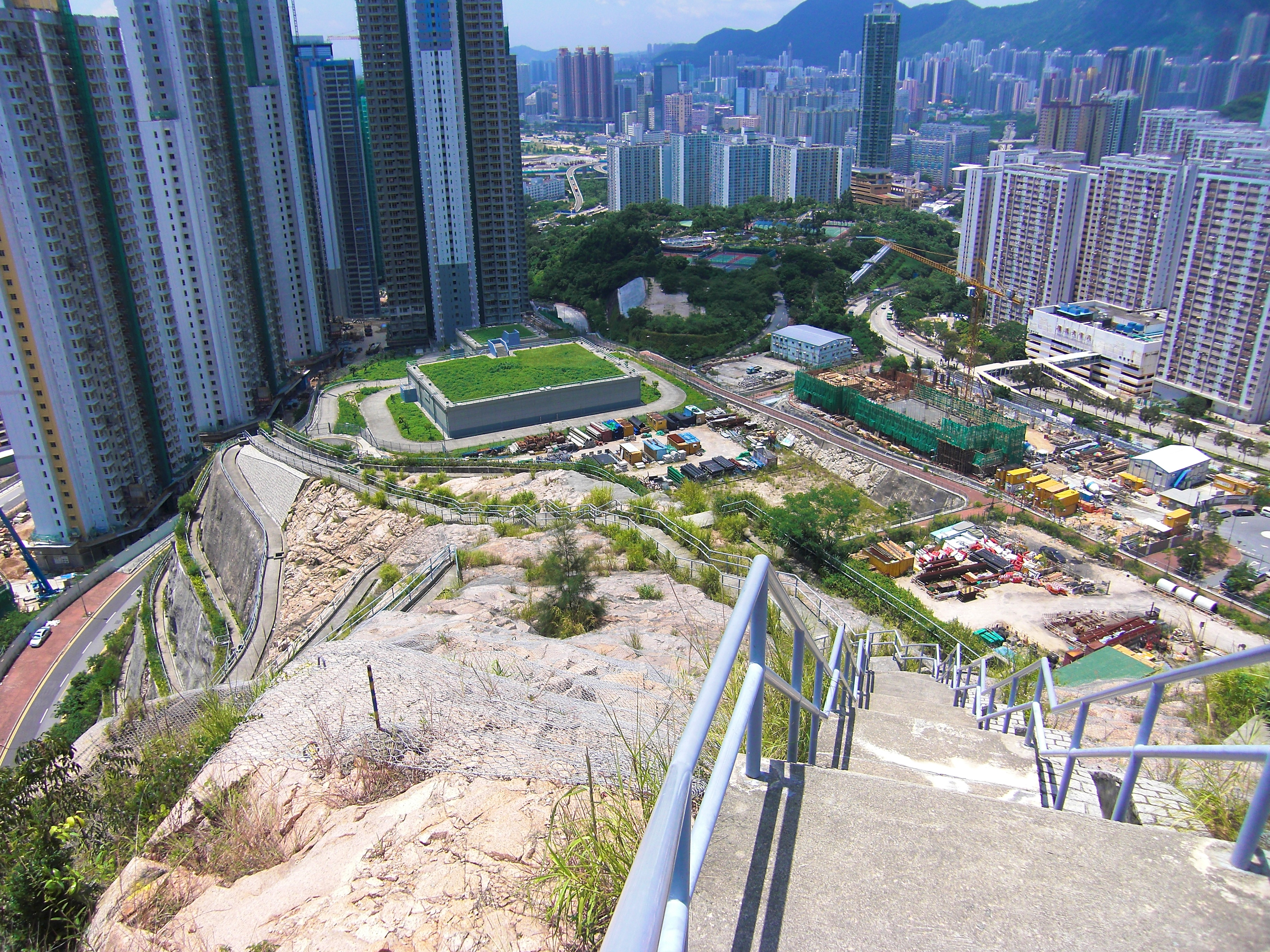
於彩榮里附近的登山徑（2010年8月）

從南面的彩霞邨伯德廟、彩榮路公園或四順佐敦谷公園、西面的彩榮里和北面的新清水灣道近聖若瑟英文中學都有登山徑通往平山及交匯。登山徑上亦設有兩個涼亭和一個三角測量站。

## 教育
- 聖若瑟英文中學
- 聖言中學
- 坪石天主教小學
- 聖公會聖約翰小學（已於2019年遷往鄰近安達邨新校舍，並改名為「聖公會聖約翰曾肇添小學」；舊址將於2022-25年改為香港盲人輔導會工廠臨時廠房）
- 浸信宣道會呂明才小學
- 佐敦谷聖若瑟天主教小學
- 基督教宣道會宣基小學（坪石）
- 明愛樂恩學校
- 香港浸會大學視覺藝術院

## 區內道路

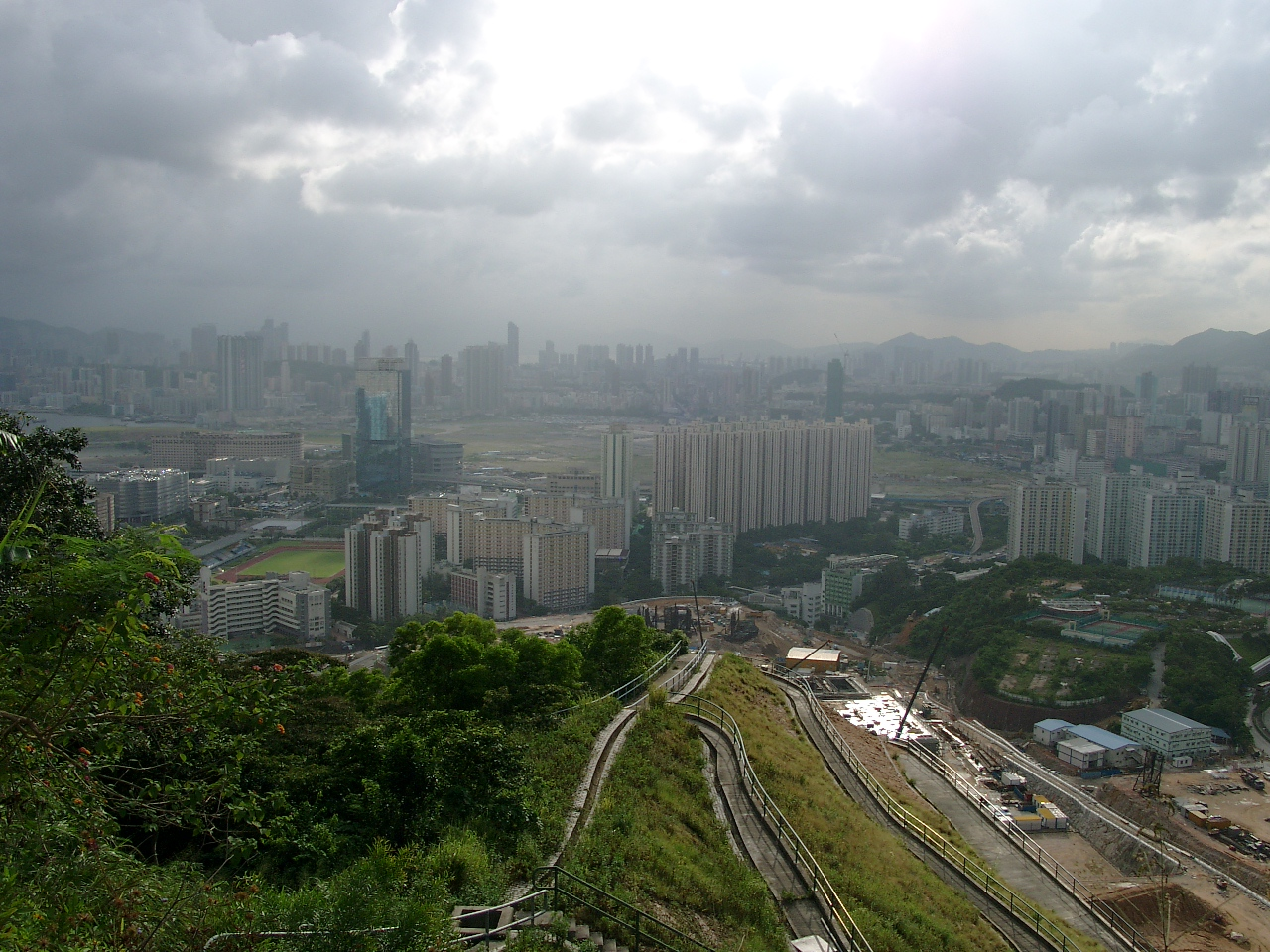
從平山眺望九龍灣

- 彩榮里
- 彩榮路
- 彩興路
- 彩興里
- 彩霞道
- 彩盛里
- 彩石里

## 區議會議席分佈
為方便比較，以下列表以新清水灣道、清水灣道、觀塘道、彩雲道、彩霞道至彩禧道公園為範圍。
| 年度/範圍                                             | 2000-2003  | 2004-2007  | 2008-2011  | 2012-2015  | 2016-2019                    | 2020-2023                    |
| ----------------------------------------------------- | ---------- | ---------- | ---------- | ---------- | ---------------------------- | ---------------------------- |
| 坪石邨、啓德大廈（2017年起拆卸）、清水灣道8號、彩興苑 | 坪石選區   | 坪石選區   | 坪石選區   | 坪石選區   | 坪石選區                     | 坪石選區                     |
| 彩盈邨                                                | 坪石選區   | 坪石選區   | 坪石選區   | 雙彩選區   | 部分雙彩選區及部分佐敦谷選區 | 部分啟業選區及部分佐敦谷選區 |
| 彩德邨                                                | 坪石選區   | 坪石選區   | 坪石選區   | 雙彩選區   | 雙彩選區                     | 彩德選區                     |
| 彩福邨及彩霞邨                                        | 佐敦谷選區 | 佐敦谷選區 | 佐敦谷選區 | 佐敦谷選區 | 佐敦谷選區                   | 佐敦谷選區                   |

註：以上主要範圍尚有其他細微調整（包括編號），請參閱有關區議會選舉選區分界地圖及條目。

## 外部連結
- . Hong Kong Hiking Web. 11月2日  [2008-11-02]. （原始内容存档于2008-05-21）.